# Ferhadanlı, Tekirdağ
Ferhadanlı là một xã thuộc thành phố Tekirdağ, tỉnh Tekirdağ, Thổ Nhĩ Kỳ. Dân số thời điểm năm 2011 là 1.041 người.